# El perdón (canción de Nicky Jam)
«El perdón» (o Forgiveness en su versión en inglés) es una canción del cantante de reguetón Nicky Jam y el cantante español Enrique Iglesias.

## Antecedentes
El Perdón fue inicialmente una pista en solitario de Nicky Jam. Iglesias dijo a Billboard que a pesar de que normalmente escribe coescribe las canciones en las que canta, esta canción no le importó volver a grabar con Nicky Jam. La pista rápidamente subió a la cima de las listas y se convirtió en un gran éxito.

## Vídeo musical
Fue producido musicalmente por Saga WhiteBlack. Fue lanzado el 17 de enero de 2015 a través de YouTube y el 6 de febrero para descargar en formato digital. Esta canción ha sido un éxito internacional, ha entrado en más de 10 charts importantes alrededor del mundo. Actualmente, el lyric vídeo en YouTube supera los 445 millones de visitas. Si se suma el videoclip, el vídeo con el audio y otros remixes, la canción supera los 1444 millones de visitas. El 1 de septiembre se produjo el lanzamiento del vídeo de la versión inglesa de esta canción, llamada "Forgiveness", también de Nicky Jam con Enrique Iglesias. El vídeo musical fue grabado en Medellín, Colombia en el año 2015.

## Versiones
Shakira realizó una versión de la canción junto a Nicky Jam durante la gira El Dorado World Tour, fue incluida en el interludio de Perro Fiel, colaboración entre la colombiana y el estadounidense. En argentina la cantó Doggoman en su versión acústica piano.

## Posicionamiento en listas

### Semanales
| Alemania        | Official German Charts              | 8  |
| Austria         | Ö3 Austria Top 40                   | 9  |
| Bélgica (Fl)    | Ultratip                            | 2  |
| Bélgica (W)     | Ultratip                            | 1  |
| Canadá          | Canadian Hot 100 (English Version)  | 82 |
| Colombia        | National Report                     | 3  |
| España          | PROMUSICAE                          | 1  |
| Estados Unidos  | Billboard Hot 100                   | 65 |
| Estados Unidos  | Billboard Hot 100 (English Version) | 56 |
| Francia         | SNEP                                | 1  |
| Hungría         | Single Top 40                       | 21 |
| Irlanda         | IRMA (English Version)              | 83 |
| Italia          | FIMI                                | 1  |
| Países Bajos    | Dutch Top 40                        | 1  |
| Polonia         | Polish Airplay Top 100              | 1  |
| Portugal        | Billboard                           | 1  |
| Rumania         | Romanian Top 100                    | 1  |
| República Checa | Singles Digitál Top 100             | 5  |
| Suecia          | Sverigetopplistan                   | 4  |
| Suiza           | Schweizer Hitparade                 | 1  |
| Venezuela       | Record Report                       | 4  |

### Certificaciones
| País     | Organismo certificador | Certificación               | Ventas certificadas | Ref.   |
| -------- | ---------------------- | --------------------------- | ------------------- | ------ |
| Alemania | BVMI                   | Oro                         | 250,000             | [ 21 ] |
| Austria  | IFPI — Austria         | Oro                         | 15,000              | [ 22 ] |
| Bélgica  | BEA                    | Platino                     | 30,000              | [ 23 ] |
| España   | PROMUSICAE             | 6× Platino                  | 240,000             | [ 24 ] |
| Francia  | SNEP                   | Oro                         | 75,000              | [ 25 ] |
| Italia   | FIMI                   | 7× Platino                  | 350,000             | [ 26 ] |
| México   | AMPROFON               | Diamante + 2× Platino + Oro | 450,000             | [ 27 ] |
| Polonia  | ZPAV                   | 3× Diamante                 | 300,000             | [ 28 ] |
| Suecia   | IFPI — Suecia          | 4× Platino                  | 160,000             | [ 29 ] |